# كينجي هوننامي
كينجي هوننامي (باليابانية: 本並 健治) (23 يونيو 1964 في أوساكا في اليابان – )؛ هو لاعب كرة قدم ياباني سابق كان يلعب كحارس مرمى. سبق له أن لعب مع منتخب اليابان.

## وصلات خارجية
- كينجي هوننامي على موقع رابطة كرة القدم اليابانية للمحترفين (اليابانية)
- كينجي هوننامي على موقع قاعدة بيانات كرة القدم.إي يو (الإنجليزية)
- كينجي هوننامي على موقع ناشيونال فوتبول تيمز (الإنجليزية)
- كينجي هوننامي على موقع عالم كرة القدم.نت (الإنجليزية)

- National Football Teams
- Japan National Football Team Database